# Soufiane Bahja
Soufiane Bahja est un footballeur marocain né le 24 juillet 1993 à Marrakech. Il joue au poste d'attaques à l'Olympique de Safi.

## Biographie
Lors de la saison 2013-2014, il inscrit sept buts dans le championnat marocain avec le club du Kawkab Marrakech. Il marque notamment un triplé sur la pelouse l'OCK en avril 2014.
Avec la sélection marocaine olympique, il atteint la finale du Tournoi de Toulon en 2015, en étant battu par l'équipe de France des moins de 20 ans. Lors de ce tournoi, il inscrit un but contre la Chine.

## Palmarès
- Finaliste du Tournoi de Toulon en 2015 avec l'équipe du Maroc olympique